# Гулуз, Даниэль
 Даниэль Гулуз  (нидерл. Daan Goulooze; 28 апреля 1901, Амстердам — 10 сентября 1965, Амстердам, Голландия) — голландский журналист, член компартии Нидерландов, антифашист, советский разведчик, член разведывательной сети Красная капелла. Оперативный псевдоним — Даан.

## Биография
Родился 28 апреля 1901 года в Амстердаме в еврейской семье. Сначала работал плотником, затем занялся издательской деятельностью. В молодости анархист, затем с 1925 года член компартии Нидерландов. В 1930 году исполнял обязанности директора амстердамского издательства Пегасус, выпускавшего коммунистическую литературу.
Работа в Пегасусе служила ему прикрытием. В 1932 году стал членом исполкома компартии Голландии. В 1934 году был арестован по обвинению в участии в заговоре с целью убить нидерландскую королеву Вильгельмину.
Получил подготовку в Москве. По возвращении домой стал руководителем пункта ОМС Коминтерна и курировал страны Западной Европы. С 1937 года работал и на РУ РККА. Во время Второй мировой войны выполнял обязанности резидента в оккупированной немцами Голландии. В определённый период в распоряжении Гулуза было четыре действующих рации и одна запасная. Поддерживал контакты с членами КПГ, жившими в Берлине, и с членами Коминтерна в Бельгии, Франции и Великобритании. Оказывал значительную помощь разведывательной службе Иоганна Венцеля в Нидерландах, который поставлял кадры из КП. Обеспечивал связь с Москвой, когда собственные каналы связи Венцеля были нарушены.
Его донесения имели преимущественно политический характер. По этой причине немцы рассматривали его как шпиона, а не как террориста. Арестован гестапо 15 ноября 1943 года в Утрехте. Многочисленные аресты помощников Гулуза привели к полному разгрому его организации. После ареста Гулуз вместе с другими пленниками был отправлен в концентрационный лагерь Герцогенбуш, а затем в Заксенхаузен. После освобождения вернулся в Нидерланды, где перестал пользоваться полным доверием местных коммунистов.
В 1957 году работал в De Vrije Katheder. Голландские власти подозревали, что Гулуз по прежнему работал на Москву. Скончался в сентябре 1965.